# اسدالله کیان‌ارثی
اسدالله کیان‌ارثی (متولد ۱۳۱۷ در فریدن) روحانی، سیاستمدار و نماینده مردم منطقه فریدن در دوره‌های اول، دوم، چهارم و ششم مجلس شورای اسلامی است.
او دارای سابقه تحصیلات حوزوی خارج فقه و اصول در حوزه‌های علمیه قم و نجف است.
وی داماد صادق خلخالی است.

## سوابق سیاسی
- نماینده مردم منطقه فریدن در دوره‌های اول، دوم، چهارم و ششم مجلس شورای اسلامی
- مخبر کمیسیون کشاورزی مجلس شورای اسلامی
- عضو کمیسیون امنیت ملی و سیاست خارجی مجلس شورای اسلامی
- معاون هماهنگی امور استان‌های سازمان بنیاد شهید و امور ایثارگران
- نماینده ولی فقیه در سپاه ولی امر[۲]